# Seuca, Gorj
Seuca, este un sat în comuna Peștișani din județul Gorj, Oltenia, România.

## Atestare documentară
Prima atestare documentară a satului Seuca este 20 septembrie 1604, când Radu Șerban printr-un act din data amintită, întărește lui Petru-armaș stăpânire peste ocina din Seuca.

## Economie
Majoritatea locuitorilor se ocupă cu creșterea animalelor, iar cei cu mai mult noroc au un serviciu în Târgu Jiu sau în carierele de cărbune din Rovinari, Motru, Roșia de Amaradia etc.
Școala din sat s-a închis, iar copiii care mai sunt, sunt nevoiți să facă naveta la Peștișani sau la oraș.
Satul are și o biserică cu hramul „Sf. Nicolae”, păstorită de părintele Marian Paraschiv.

## Schitul  „Intrarea în Biserică a Maicii Domnului”
Cu mult timp în urmă, satul, fiind „metoc” al Mănăstirii Tismana, păstrează urmele unui schit cu hramul „Intrarea în Biserică a Maicii Domnului”, construit de calugărul Antonie și egumenul Ioan de la Tismana, în anul 1640, dărâmat în secolul XIX.

## Cum se ajunge în sat
Pentru a ajunge în sat, trebuie urmat drumul județean Târgu Jiu-Arcani-Peștișani-Hobița, ramificație la dreapta-Seuca.